# 佐々木秀樹
佐々木 秀樹（ささき ひでき、1958年12月30日 - ）は、日本の元男性声優。

## 略歴
中学3年生の時にしていた学芸会の劇で主役を務めてから「芝居っておもしろい」と思い始める。高校時代は剣道と芝居の2本で頑張っていたが、勉強はダメであった。剣道をしていた仲間が皆船乗りに憧れていたが、佐々木もその1人で「商船大学に行きたい」と思っていたが、願書だけ出して結局は受けなかった。ある劇団の入学試験を受けていたが落選し、それでも芝居が好きであったことから俳協養成所に通っていた。
佐々木曰く、照れ屋で目立ちたがり屋で変な性格であったが、養成所時代に出演していた『セロ弾きのゴーシュ』のゴーシュ役からどんどん世界が広がっていたことから恵まれていたと語る。その時、肝付兼太と白石冬美と一緒に出演し、それが縁で劇団がらくた工房に所属。先輩と一緒に『眠れる森のメタモルフォーゼ』、『踊るべき子供たち』と芝居をして色々勉強させてくれた。その後は、NPSテアトル(預り)に所属していた。
主に1980年代に活動していた。

## 人物
芝居なり仕事なりの時は、自分なりに一生懸命しており「自分のやりたいことがある。それなのにここでしくじったらダメダゾ!ここで勝負できなかったら、おまえどこで勝負するんだ」と自身に言い聞かせていたという。
ダンス好きで時々、ディスコにも行っていた。しかし稽古していたジャズダンスは踊っておらず、前で踊っていた人物を真似して踊っていたという。
野沢雅子によると、佐々木は芝居に対するひたむきさがあり、勉強家で例えると「ガラス細工の置き物」と語っていた。

## 後任
佐々木の活動停止に伴い、持ち役を受け継いだ声優は以下の通り。
| 後任   | 役名             | 作品                 | 後任の初出演                                |
| ------ | ---------------- | -------------------- | ------------------------------------------- |
| 井上剛 | ファトム・モエラ | 『伝説巨神イデオン』 | 『第3次スーパーロボット大戦α 終焉の銀河へ』 |

## 出演
太字はメインキャラクター。

### テレビアニメ
- 伝説巨神イデオン（1980年、ファトム・モエラ[2]）
- スーキャット（1980年、ポール猫田）
- 魔法少女ララベル（1980年）
- 聖戦士ダンバイン（1983年、オール・ポー[3]）
- おねがい!サミアどん（1985年）
- エスパー魔美（1988年、竹田英二）

### 劇場アニメ
- セロ弾きのゴーシュ（1982年、ゴーシュ）
- 伝説巨神イデオン 接触篇 / 発動篇（1982年、モエラ） - 2部作

### OVA
- ダロス（1983年、シュン・ノノムラ）

### オリジナルビデオ
- 未来忍者 慶雲機忍外伝（1988年、機忍の声）